# Iran-United States Claims Tribunal

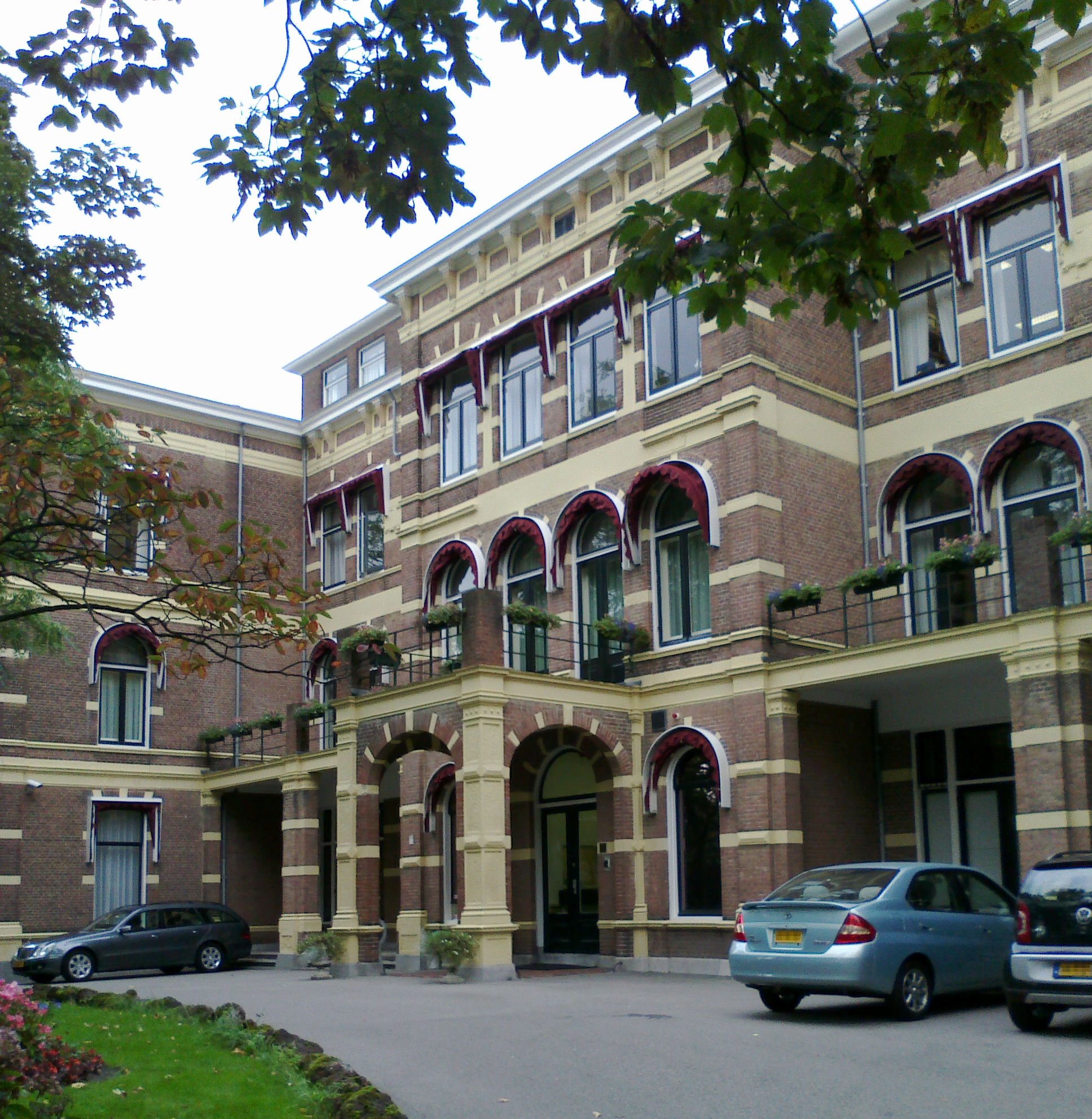
IUSCT-Gebäude am Parkweg in Den Haag

Das Iran-United States Claims Tribunal, kurz IUSCT (zu Deutsch, sinngemäß: Iranisch-US-amerikanisches Forderungsgericht) ist ein am 1. Juli 1981 eingesetztes Schiedsgericht. Das IUSCT hat seinen Sitz in Den Haag, Niederlande.

## Geschichte und Hintergrund

### Iranische Expansion
Während der 1960er und 1970er versuchte der Iran, unter Führung von Schah Mohammad Reza Pahlavi, sich von der starken wirtschaftlichen Abhängigkeit am Rohstoff Öl zu lösen. Man strebte nach Technologien, Ausrüstungen, Dienstleistungen und Beratern aus dem Ausland.
Dabei legte man großen Wert auf die Einbeziehung westlicher und vor allem US-amerikanischer Unternehmen und Berater. Mit der Vervierfachung des Ölpreises Ende des Jahres 1973 stiegen auch die Investitionen des Iran. Die Regierung rekrutierte und beschäftigte immer mehr ausländische Techniker und Berater, um die erworbenen Fabriken und Ausrüstungen aufzubauen, zu warten und iranisches Personal auszubilden.
Vorwiegend floss nun auch Geld in das iranische Militär. In großem Ausmaß wurden Computertechniken, Straßen- und Hafeneinrichtungen bis hin zu Fabriken und Stahlwerken erworben.

### Umschwung der Revolution
Jedoch wuchs der Unmut in der Bevölkerung, als Ende der 1970er Jahre bis zu 45.000 US-Bürger Projekte im Wert von mehreren Milliarden Dollar im Iran betreuten. Dies führte letztendlich zur Stärkung religiöser Führer, Ajatollah Chomeini und der Absetzung des Schahs. Später wurden sehr viele der Verträge mit US-Unternehmen (auf verschiedenste Art und Weise) beendet und ihre Vermögen konfisziert, als mit der Ausrufung der Islamischen Republik Iran die Revolution die Oberhand gewann.

### Verfahren mit Vermögen
Als iranische Demonstranten am 4. November 1979 die US-Botschaft in Teheran stürmten und das Personal als Geisel nahmen, erreichten die Proteste gegen die USA ihren Höhepunkt.
Zudem drohte der damalige Finanz- und Außenminister (und spätere erste Präsident der Islamischen Republik Iran) Abolhassan Banisadr, dass der Iran in Erwägung ziehe, alle staatlichen Vermögensmittel von US-Banken abzuziehen und alle Ansprüche amerikanischer Staatsbürger zurückzuweisen, woraufhin Präsident Jimmy Carter seitens der USA iranische Konten einfrieren ließ.

### Einigung auf IUSCT
Nach Verhandlungen beider Seiten, unter Vermittlung Algeriens, kam es am 19. Januar 1981 zu den Algier Accords (Vergleich von Algier). Dieser besteht unter anderem aus einer allgemeinen Erklärung (GD), der Claims Settlement Declaration und Verfahrensvorschriften. Im Vergleich von Algier vereinbarte man neben Freilassung der Geiseln und Freigabe der Konten auch die Schaffung eines Schiedsgerichts, um Klagen von US-Bürgern gegen den Iran, Klagen von iranischen Staatsangehörigen gegen die USA sowie Klagen der beiden Regierungen gegeneinander zu verhandeln. Als ein Bestandteil der Vereinbarung wurden etwa eine Milliarde US-Dollar als „Security Account“ einbehalten, um die amerikanischen Klägern zugesprochenen Schiedssprüche auszahlen zu können.
Am 1. Juli 1981 trat das Gericht erstmals offiziell zusammen und nahm seine Tätigkeit auf.

## Aufbau und Struktur
Das Iran-United States Claims Tribunal (IUSCT) ist gemäß Art. II Abs. 1 CSD durch die Algier Accords eingesetzt worden.

### Berufung der Schiedsrichter
Art. III Abs. 2 CSD sieht vor, dass die Berufung der Mitglieder des Gerichts in Übereinstimmung mit den Schiedsregeln der Kommission der Vereinten Nationen für die Internationale Handelsgesetzgebung (UNCITRAL-AR) zu erfolgen habe.
Das Gericht soll aus neun oder einer beliebigen durch drei teilbaren Anzahl von Mitgliedern bestehen. Letztlich blieb es bei der Zahl von neun Mitgliedern. Drei Schiedsrichter werden von der Regierung des Iran, drei weitere von der Regierung der Vereinigten Staaten ernannt. Die letzten drei Schiedsrichter sollen von den bereits ernannten sechs iranischen und amerikanischen Schiedsrichtern ernannt werden. Für den Fall, dass keine Einigung erzielt werden kann, werden die verbleibenden Richter von der Appointing Authority ernannt.
Am 19. Oktober 1981 machte der erste Präsident des IUSCT, Gunnar K. Lagergren, von seiner Befugnis nach Art. III Abs. 1 Satz 4 CSD Gebrauch und bildete drei Kammern zu je drei Schiedsrichtern. Die Zusammensetzung der Kammern wurde durch das Los entschieden.

### Schiedsrichterwechsel
Ein Schiedsrichterwechsel ist in der Geschichte des Tribunals schon häufig vorgekommen, sei es dass ein Richter das Tribunal selbst verlassen hat oder sei es dass gegen ihn ein Ablehnungsantrag (challenge) eingereicht worden ist.
Das Verfahren zur Ersetzung eines Schiedsrichters ist in den Tribunal Rules of Procedure (TRP) geregelt. Art. 13 Abs. 1 TRP verweist auf die Artt. 6-9 TRP. Diese sind wörtlich (mit denselben Artikelnummern) von den UNCITRAL-AR übernommen worden. Aus diesen Normen und unter Berücksichtigung des Art. III Abs. 2 CSD ergeben sich unterschiedliche Verfahrensweisen, je nachdem, ob es sich bei dem scheidenden Schiedsrichter um einen von der Regierung einer der Parteien (also dem Iran oder den Vereinigten Staaten von Amerika) handelt, oder ob der Richter ein so genannter neutraler Richter war, der von den beiden Parteien ernannt wurde.
1. Ersetzung eines von der Regierung ernannten Schiedsrichters:

Die Ersetzung eines von der Regierung ernannten Schiedsrichters vollzieht sich unkompliziert. Nachdem der Schiedsrichter ausgeschieden ist, ernennt die zuständige Regierung einen Nachfolger. Für den Fall, dass sich die Regierung weigert, einen ausgeschiedenen Schiedsrichter zu ersetzen, wird gemäß Art. 7 Abs. 2 TRP auf Antrag der anderen Regierung ein Nachfolger durch die Appointing Authority (zurzeit ist dies Former Chief Justice of the Dutch Supreme Court Pim Haak) bestellt. Ein solcher Fall ist in der Geschichte des Tribunals jedoch nicht eingetreten.
2. Ersetzung eines „neutralen“ Schiedsrichters:

Scheidet ein „neutraler“ Schiedsrichter aus seinem Amt, wird sein Nachfolger gemäß Art. 7 Abs. 1 TRP von den sechs Schiedsrichtern der beiden Regierungen ernannt. Können sich diese nicht auf einen Nachfolger einigen, so verweist Art. 7 Abs. 3 TRP auf das in Art. 6 TRP geregelte Verfahren hinsichtlich der Bestimmung des Nachfolgers durch die Appointing Authority.

### Ablehnung eines Schiedsrichters
Hinsichtlich der Ablehnung eines Schiedsrichters gelten die in den UNCITRAL-AR niedergelegten Gründe. Ein Schiedsrichter kann demnach in den Fällen abgelehnt werden, wenn berechtigte Zweifel an seiner Unbefangenheit vorliegen. Die TRP beinhalten zudem noch eine Erweiterung zu den UNCITRAL-AR: Ein Schiedsrichter kann sich auch selbst ablehnen, wenn er selbst an seiner Unbefangenheit in einem konkreten Fall zweifelt. So hatte sich der iranische Schiedsrichter Parviz Moin Ansari wegen früherer Beziehungen zu einer der Parteien in einem bestimmten Fall selbst abgelehnt. Die iranische Regierung benannte an seiner Stelle einen der Legal Assistants als Ad-hoc-Schiedsrichter zur Fortführung des Falles.
Am 3. September 1984 ereignete sich ein Zwischenfall der ebenfalls zu einem förmlichen Ablehnungsantrag führte. Die iranischen Schiedsrichter Mahmood Kashani und Shafie Shafeiei wurden gegenüber dem damaligen Vorsitzenden der 3. Kammer, Nils Mangård handgreiflich und drohten ihm weitere Gewalt an, sollte er das Tribunal nicht verlassen.
Diese Ablehnung hat keinen direkten Bezug zu einem konkreten dem Tribunal vorliegenden Fall. Jedoch hätte der Ablehnungsantrag der Amerikaner sicher Erfolg gehabt, wären die beiden iranischen Schiedsrichter nicht von ihrer Regierung abgezogen und ersetzt worden. Der Antrag wurde daher nicht weiter verfolgt. Er ist jedoch auch nie förmlich zurückgezogen worden.
Auch zurzeit läuft ein Ablehnungsantrag. Dieser richtet sich gegen die Appointing Authority, Pim Haak.

### Kammern und „Full Tribunal“
Wie oben unter D. I. kurz aufgeführt hat der erste Präsident des IUSCT, Gunnar K. Lagergren, von seiner Befugnis nach Art. III Abs. 1 Satz 4 CSD Gebrauch gemacht und drei Kammern zu je drei Schiedsrichtern gebildet. Jede Kammer sollte von einem iranischen, einem amerikanischen und einem Schiedsrichter aus einem „Drittland“ gebildet werden, wobei der „neutrale“ Richter den Vorsitz der Kammer geführt hat.
Die aktuelle Kammerbesetzung stellt sich wie folgt dar.

### Aufgabenverteilung
Die Aufteilung der Aufgaben zwischen dem Full Tribunal und den einzelnen Kammern erfolgte durch die Presidential Orders No. 1 vom 19. Oktober 1981 und No. 8 vom 24. März 1982.
Näheres dazu weiter unten.

### Sitz des Tribunals
Gemäß Art. VI Abs. 1 CSD ist Sitz des Tribunals „Den Haag oder ein anderer zwischen dem Iran und den Vereinigten Staaten vereinbarter Ort“. Seit Frühjahr 1982 hat das IUSCT seine eigenen Räumlichkeiten im Parkweg 13, NL 2685 JH The Hague, bezogen, nachdem es zuerst die Räumlichkeiten des Peace Palace, der zugleich Sitz des Internationalen Gerichtshofs sowie des Ständigen Schiedsgerichtshofes ist, nutzen durfte. Jedoch finden noch heute alle größeren Sitzungen im Peace Palace statt.

### Status des Tribunals, seiner Mitglieder und Mitarbeiter
Ein förmliches Übereinkommen über den Status, der Immunität und der Privilegien des Tribunals, seiner Mitglieder und Mitarbeiter liegt bis heute noch nicht vor. Ein Briefwechsel zwischen dem Präsidenten des IUSCT und der Regierung der Niederlande führte jedoch zu einer Übereinkunft. Am 4. März 1988 gab die Regierung der Niederlande ein Dokument heraus das bescheinigt, dass die Mitglieder des Tribunals, sowie der Generalsekretär (nicht aber sein Vertreter) den Status von Botschaftern der Niederlande genießen. Die „Special Assistants und weitere Mitarbeiter der Kategorien 9 und 10“ genießen denselben Status wie Botschaftsmitarbeiter der Niederlande.
Das Tribunal selbst ist den Botschaften der Niederlande gleichgestellt.

## Aufgaben

### Aufgaben des Full Tribunals
Aufgrund dieser Presidential Orders ist das Full Tribunal generell für alle Streitfälle i. S. d. Art. II Abs. 3 und VI Abs. 4 CSD zuständig. Gemäß Art. VI Abs. 4 CSD ist das Full Tribunal allein zuständig bei Fragen, die die Auslegung oder Anwendung der CSD betreffen. Art. VI Abs. 3 CSD verweist auf die Art. 16 und 17 der GD und begründet damit die Zuständigkeit des Full Tribunals bei Fragen der Interpretation oder Durchführung von Bestimmungen der GD.
Das Full Tribunal wird zudem tätig, wenn eine Kammer zu keiner Mehrheitsentscheidung gekommen ist, oder wenn die Kammer in einzelnen Fragen zu keinen Ergebnissen gelangt und diese zur Beantwortung dem Full Tribunal vorlegt. Sodann wird der Fall zur Bearbeitung an die ursprünglich zuständige Kammer zurückverwiesen.

### Aufgaben der Kammern
Die Kammern sind zuständig für Forderungen und Gegenforderungen nach Art. II Abs. 1 CSD. Dies sind insbesondere Klagen der beiden Staaten gegeneinander aus Kauf- und Dienstleistungsverträgen, Art. II Abs. 2 CSD.

### Einteilung und Zuordnung der Fälle
Die Streitigkeiten wurden folgendermaßen eingeteilt:
a) „A“ cases:

Bei den sog. „A“ cases handelt es sich um Fälle, die sich mit der Interpretation und Erfüllung bzw. Anwendung von GD und CSD befassen. Diese Fälle sind mit dem Buchstaben A gekennzeichnet und werden laufend durchnummeriert, beginnend mit der Nummer 1. Die „A“ cases werden ausschließlich vor dem Full Tribunal verhandelt.
b) „B“ cases:

Klagen einer Regierung gegen die andere, die aus Kauf- oder Dienstleistungsverträgen herrühren, sog. „B“ cases, führen den Buchstaben B vornweg und sind ebenfalls beginnend mit 1 durchnummeriert. Auch die „B“ cases fallen in die Zuständigkeit des Full Tribunals.
c) Private claims:

Nach Art. III Abs. 3 CSD sind Klagen von Staatsbürgern eines Staates gegen die Regierung des anderen Staates (private claims) nach ihrem Streitwert aufzuteilen.
Klagen, die Forderungen unter 250.000,00 U.S. Dollar beinhalten, werden als sog. small claims bezeichnet. Sie sind durchnummeriert, beginnend mit der Nr. 10.001.
Als sog. large claims werden Klagen mit einem Streitwert von über 250.000,00 U.S. Dollar bezeichnet.

## Ergebnisse
Bis zum 31. Dezember 2003 wurden insgesamt 3935 Fälle abgeschlossen (19 „A“ cases, 72 „B“ cases, 960 large cases und 2884 small cases).
Den Vereinigten Staaten wurden vom IUSCT 2.166.998.515,43 US-Dollar und dem Iran 1.013.716.179,13 US-Dollar zugesprochen.
Alle private claims sind erledigt. Es verbleiben lediglich einige „A“ und „B“ cases.
Die noch benötigte Zeit bis zur Erledigung aller Claims wird unterschiedlich eingeschätzt.
Der iranische Legal Advisor Piran wagt es nicht, eine Prognose abzugeben. Er stellt fest, dass die Bearbeitung der private claims zwar „sehr zügig“ voranging (diese wurden 1991 beendet, woraus sich eine Bearbeitungszeit von 10 Jahren ergibt), jedoch erfordern die verbleibenden „30 bis 40 A- und B cases“ einen ungleich höheren Arbeitsaufwand. Zurzeit werde ein „B“ case vorbereitet, dessen Akten „mehrere zehntausend Seiten“ umfasst. Dieser Fall hat einen Gesamtstreitwert von etwa 11 Milliarden US-Dollar.
Die amerikanische Legal Advisor Nancy Brown schätzt, dass es nicht unter 10 Jahre, wenn weiter so langsam vorangegangen werde, es wahrscheinlich noch länger dauern würde, bis die Arbeit beendet ist.
Bis zum 9. Mai 2016 wurden insgesamt 3936 Fälle abgeschlossen (20 „A“ cases, 72 „B“ cases, 960 large cases und 2884 small cases).